# نیکولاس ای. پپاس
نیکولاس ای. پپاس (یونانی: Νικόλαος Α. Πέππας؛ زاده ۲۵ اوت ۱۹۴۸) یک دانشمند در زمینه مهندسی شیمی، مهندسی پزشکی، بیومتریال، و دارورسانی اهل  ایالات متحده آمریکا  یونان است.